# شرما
شرما الواقعة على ساحل البحر الأحمر في منطقة تبوك تبعد عن مدينة تبوك 140 كم علي طريق محافظة ضباء، وهي أحد القرى الواقعة ضمن النطاق الجغرافي لمشروع نيوم الذي أطلقه ولي العهد محمد بن سلمان في 24 أكتوبر 2017، انعقد بها مجلس الوزراء السعودي برئاسة الملك سلمان لأول مرة في 31 يوليو 2018م، ويقع بها مطار خليج نيوم.